# Elongatella
Elongatella es un género de foraminífero bentónico normalmente considerado un subgénero de Aljutovella, es decir Aljutovella (Elongatella), de la subfamilia Aljutovellinae, de la familia Aljutovellidae, de la superfamilia Ozawainelloidea, del suborden Fusulinina y del orden Fusulinida. Su especie tipo es Profusulinella aljutovica elongata. Su rango cronoestratigráfico abarca el Bashkiriense (Carbonífero superior).

## Discusión
Clasificaciones previas hubiesen clasificado Elongatella la subfamilia Fusulinellinae, de la familia Fusulinidae, de la superfamilia Fusulinoidea. Clasificaciones más recientes incluyen Elongatella en la subfamilia Profusulinellinae, de la familia Profusulinellidae, y en la subclase Fusulinana de la clase Fusulinata. Ha sido considerado un sinónimo posterior de Profusulinella.

## Clasificación
Elongatella incluye a las siguientes especies:
- Elongatella elongata †, también considerado como Aljutovella elongata y como Profusulinella elongata
- Elongatella parasaratovica †, también considerado como Aljutovella parasaratovica